# Арман Пежо
Арман Пежо (на френски: Armand Peugeot) е френски индустриалец, пионер в автомобилната индустрия и човекът, превърнал „Peugeot“ в производител на велосипеди, а по-късно и на автомобили. Той е приет в Автомобилната зала на славата през 1999 година.

## Биография
Роден е на 26 март 1849 г. в протестантско семейство в Herimoncourt, в Източна Франция, Арман Пежо е син на Емил Пежо и внук на Жан-Пиер Пежо. Семейството се занимава с металообработване, произвеждайки редица практически стоки като пружини, триони, рамки за очила и мелнички за кафе. През 1872 г. Арман се жени за Софи Леони Фало (1852 – 1930) и те имат пет деца, но единственият им син Раймон умира през 1896 г.
Завършва École Centrale Paris, престижно инженерно училище във Франция. През 1881 г. Арманд пътува до Англия, където вижда потенциала на велосипедите и тяхното производство.

### Бизнес
От 1865 г. Арман и вторият му братовчед Йожен се включват в управлението на компанията, наречена тогава „Peugeot Frères Aînés“. Започват да произвеждат велосипеди през 1885 г. и излагат триколка с парно задвижване на Световното изложение през 1889 г. в Париж. Първата си кола те създават в работилницата си, която се намира в Източна Франция.
До 1892 г. името на компанията е „Les Fils de Peugeot Frères“ и те започват да произвеждат автомобили с двигатели на Даймлер. Арман иска да увеличи производството, но Йожен не иска да ангажира компанията с необходимите инвестиции. На 2 април 1896 г. Арман създава собствена компания „Société Anonyme des Automobiles Peugeot“. Той строи фабрика в Одинкур за производството на автомобили с двигатели с вътрешно горене.
През февруари 1910 г., без мъж наследник, той се съгласява да обедини компанията си с тази на Йожен. През 1913 г. се оттегля от управлението на компанията „Peugeot“.
Арман Пежо умира на 2 януари 1915 г. в Ньой сюр Сен, близо до Париж.
|  | Тази страница частично или изцяло представлява превод на страницата Armand Peugeot в Уикипедия на английски. Оригиналният текст, както и този превод, са защитени от Лиценза „Криейтив Комънс – Признание – Споделяне на споделеното“, а за съдържание, създадено преди юни 2009 година – от Лиценза за свободна документация на ГНУ. Прегледайте историята на редакциите на оригиналната страница, както и на преводната страница, за да видите списъка на съавторите. ВАЖНО: Този шаблон се отнася единствено до авторските права върху съдържанието на статията. Добавянето му не отменя изискването да се посочват конкретни източници на твърденията, които да бъдат благонадеждни. |